# Dicaelotus pumilus
Dicaelotus pumilus är en stekelart som först beskrevs av Johann Ludwig Christian Gravenhorst 1829.  Dicaelotus pumilus ingår i släktet Dicaelotus och familjen brokparasitsteklar. Arten är reproducerande i Sverige. Inga underarter finns listade i Catalogue of Life.